# Mulenge
Mulenge est une localité de l'Est de la République démocratique du Congo située au Sud-Kivu dans le groupement Kigoma (collectivité - chefferie de Bafulero du territoire d'Uvira). Elle se situe sur les hauts-plateaux du massif de l'Itombwe, surplombant la localité d'Uvira. 

## Personnalités liées
- Rose Mapendo, militante pour les droits de l'homme
- "'MULIBONGE KWIBE Neville,"' Notable de Katala Kinjigi.